# Hilda Tovšak
Hilda Tovšak (r. Čas), slovenska političarka in gospodarstvenica, * 26. oktober 1950, Mislinja.

## Življenjepis
Kariero je Tovšakova začela po osamosvojitvi Slovenije, ko je postala vodja kadrovske službe na Zunanjem ministrstvu. Kot članica takratne vladne stranke SKD je kasneje postala vodja koroškega regionalnega odbora stranke in leta 1995 vršilka dolžnosti glavne tajnice stranke. Kmalu je postala glavna tajnica stranke, preden je 1. marca 2001 postala direktorica gradbenega podjetja Vegrad, katerega delni lastnik je postala prek družbe pooblaščenke Vegrad naložbe. Leta 2004 je bila ena od nominirank za Slovenko leta, nato pa je podjetje zaradi gospodarske krize začelo počasi zapadati v dolgove, ki jih kmalu ni bilo več sposobno odplačevati. 
S položaja direktorice Vegrada je Tovšakova uradno odstopila 30. avgusta 2010. Do takrat je zaradi finančnih in drugih težav podjetja izgubila zaupanje tako delavcev, kot tudi ostalih lastnikov. Podjetje Vegrad naložbe je 6. oktobra 2010 razglasilo začetek stečajnega postopka, Hilda Tovšak pa se je takrat upokojila.

### Zadeva Čista lopata
12. februarja 2008 je policija v kriminalistični zadevi »Čista lopata« aretirala osem ljudi, med katerimi so bili tudi vodilni ljudje v gradbenih podjetjih SCT, Primorje in Vegrad. Aretaciji Ivana Zidarja, Dušana Črnigoja in Hilde Tovšak je sledila obsežna preiskava zaradi suma podkupovanja na javnem razpisu za izgradnjo kontrolnega stolpa na Letališču Jožeta Pučnika Ljubljana. 
Obtožnica zoper osem aretiranih oseb je bila na Okrožno sodišče v Ljubljani vložena februarja 2009, nalog za pripor Hilde Tovšak pa je bil izdan 2. marca 2013 zaradi suma o nedovoljenem dajanju daril pri posredovanju tujih delavcev za gradbišče Termoelektrarne Šoštanj. 
Sodišče je 30. marca 2012 sedem obtoženih v zadevi "Čista lopata" spoznalo za krive, sodba pa je postala pravnomočna 21. marca 2013. Hilda Tovšak je bila pravnomočno obsojena na 14 mesecev zaporne kazni. Tovšakova je bila 17. maja 2013 izpuščena iz pripora, že naslednji dan pa je bil zanjo vnovič odrejen pripor. Policija Tovšakove takrat ni uspela izslediti, zaradi česar je bila zanjo izdana tudi mednarodna tiralica. 21. maja 2013 ji je bil vročen poziv za prestajanje zaporne kazni.

### Drugi kazenski postopki
Poleg zadeve Čista lopata je bilo proti Tovšakovi uvedenih še nekaj drugih kazenskih postopkov. V primeru neupravičene uporabe denarja iz Vegradove blagajne vzajemne pomoči, je Tovšakova krivdo priznala, zaradi česar ji je Okrožno sodišče v Celju 10. aprila 2013 izreklo dveletno zaporno kazen. Na istem sodišču je bila vložena tudi obtožnica, ki je Tovšakovo in nekaj drugih oseb bremenila kaznivega dejanja ponarejnaja listin in goljufije na škodo EU v primeru obnove Rimskih term. S tem naj bi Tovšakova in tedanji direktor Term Maks Brečko na podlage goljufije pridobila 3,5 milijona evrov. Nekateri obtoženi v zadevi so krivdo priznali, Tovšakova pa se je v tem primeru izrekla za nedolžno. Tožilstvo je zanjo v tem primeru predlagalo šest let zaporne kazni. Sodišče je Tovšakovo v zadevah Betnava in Rimske terme obsodilo na petletno zaporno kazen, ob pravnomočnosti sodbe v zadevi Čista lopata in priznanju glede porabe denarja iz blagajne vzajemne pomoči v Vegradu pa ji je sodišče izreklo enotno kazen sedem let in pol zapora.